# Xã Hartland, Quận Huron, Ohio
Xã Hartland (tiếng Anh: Hartland Township) là một xã thuộc quận Huron, tiểu bang Ohio, Hoa Kỳ. Năm 2010, dân số của xã này là 1.112 người.